# Grote Prijs Beerens
Der Grote Prijs Beerens ist ein Straßenradrennen im Frauenradsport in Belgien.
Das Eintagesrennen wurde erstmals im Jahr 2021 ausgetragen, nachdem die für 2020 geplante Austragung aufgrund der COVID-19-Pandemie abgesagt werden musste. Bis 2021 war das Rennen in die Kategorie 1.2 eingestuft, seit 2022 gehört es zur Kategorie 1.1. Die Strecke führt auf einem leicht profilierten Rundkurs, der mehrfach absolviert werden muss, durch die Region südlich von Antwerpen mit Start und Ziel in Aartselaar. 2025 wurde das Rennen abgesagt.

## Palmarès
| Jahr | Siegerin                | Zweite                  | Dritte            |          |
| ---- | ----------------------- | ----------------------- | ----------------- | -------- |
| 2021 | Thalita de Jong         | Christina Schweinberger | Claire Faber      |          |
| 2022 | Marjolein van 't Geloof | Jesse Vandenbulcke      | Marith Vanhove    |          |
| 2023 | Chiara Consonni         | Martina Fidanza         | Sofie van Rooijen |          |
| 2024 | Sofie van Rooijen       | Anna van Wersch         | Victoire Berteau  |          |
| 2025 | abgesagt                | abgesagt                | abgesagt          | abgesagt |